# Fairchild 91
Il Fairchild 91 fu un idrovolante monomotore e monoplano da trasporto leggero sviluppato dall'azienda aeronautica statunitense Fairchild Aircraft negli anni trenta.
Destinato al mercato dell'aviazione commerciale, come idrovolante di linea (passeggeri e merci) e postale, venne progettato per rispondere ad una specifica della compagnia aerea Pan American Airways, ma una volta mutate le esigenze della Pan Am il contratto venne annullato dopo soli due esemplari costruiti.
Venduto anche sul mercato dell'aviazione militare ebbe limitato successo, prestando servizio in Spagna, durante la guerra civile sui due opposti fronti, e in Egitto, come dotazione del locale reparto della britannica Royal Air Force (RAF).

## Storia del progetto
La Fairchild progettò l'aereo su richiesta della Pan American Airways per un piccolo idrovolante con cui operare le rotte lungo i fiumi Rio delle Amazzoni e Yangtze.
Il risultato fu un aereo dal disegno convenzionale, monoplano ad ala alta con un singolo motore radiale montato sopra l'ala e racchiuso in una carenatura aerodinamica. 
Prima che il prototipo fosse completato, tuttavia, la Pan Am decise di non far operare l'aereo in Cina e così la Fairchild modificò il progetto per ottimizzare l'impiego del velivolo nelle condizioni di clima tropicale del Brasile.

## Impiego operativo
Dopo che furono consegnati i primi due esemplari la Pan Am cancellò l'ordine per i rimanenti 4 dopo essersi resa conto che quelli appena acquistati erano già più che sufficienti a soddisfare la domanda di trasporto aereo del tempo sul Rio delle Amazzoni.
I due aerei furono in seguito ceduti alla Panair do Brasil.
La Fairchild completò un altro esemplare come modello A-942-A. Il seguente A-942-B fu costruito per il Museo Americano di Storia Naturale (codice n°NR777) e affidato al naturalista americano Richard Archbold nella sua seconda spedizione in Nuova Guinea compiuta negli anni 1936-37.
Il prototipo fu venduto alle Fuerzas Aéreas de la República Española, l'aeronautica militare della seconda repubblica spagnola, ma, dopo essere stato catturato, fu utilizzato dai Nazionalisti nell'Aviación Nacional fino al 1938. Un esemplare fu in servizio con la britannica Royal Air Force in Egitto.

## Varianti
Fairchild 91 Baby Clipper
versione iniziale realizzata su specifiche Pan Am per uso su territori serviti da fiumi, inizialmente motorizzata con un radiale Pratt & Whitney S2EG Hornet da 750 hp. tre esemplari costruiti (telaio NC14743 prototipo con galleggianti alari retraibili e "Zap flap", telaio NC14744 e matricola PP-PAP, telaio NC15952 e matricola PP-PAT).
Fairchild A-942-A
designazione alternativa per il Fairchild 91.
Fairchild 91B Jungle Clipper
versione speciale destinata al NYC Museum of Natural History, inizialmente equipaggiata con un radiale Wright F-52 Cyclone da 700 hp realizzato in un esemplare (NR777).
Fairchild A-942-B
designazione alternativa per il Fairchild 91B.
Fairchild XSOK-1
variante "scout", proposta per l'United States Navy ma mai realizzata, cancellata prima che venisse costruito un solo esemplare.

## Utilizzatori

### Civili
Brasile
- Panair do Brasil

 Stati Uniti
- Pan American Airlines

### Militari
Regno Unito
- Royal Air Force

 Spagna
- Fuerzas Aéreas de la República Española

 Spagna
- Aviación Nacional